# Rote Stummelaffen
Die Roten Stummelaffen (Piliocolobus) sind eine Primatengattung aus der Gruppe der Stummelaffen innerhalb der Familie der Meerkatzenverwandten (Cercopithecidae).

## Beschreibung
Rote Stummelaffen haben meist ein schwarzes oder braunes Rückenfell, die Arme, Beine und der Kopf sind rot oder gräulich. Die Unterseite ihres Körpers ist rötlichgelb bis grau oder weiß. Manche Arten haben weiße Haare um den Kopf herum. Die Weibchen sind kleiner als die Männchen, sehen aber im Übrigen gleich aus. Wie alle Stummelaffen sind sie durch den fehlenden Daumen charakterisiert, was eine Anpassung an die baumbewohnende Lebensweise darstellt. Die Tiere erreichen eine Kopfrumpflänge von 45 bis 67 Zentimeter, der Schwanz wird 52 bis 80 Zentimeter lang, und ihr Gewicht beträgt 5 bis 11 Kilogramm.

## Verbreitung und Lebensraum
Rote Stummelaffen sind im mittleren Afrika verbreitet, ihr Verbreitungsgebiet reicht vom Senegal über die Demokratische Republik Kongo bis Tansania. Ihr Habitat sind Regen- und Sumpfwald, manchmal auch baumbestandene Savannen, meistens halten sie sich in Wassernähe auf.

## Lebensweise

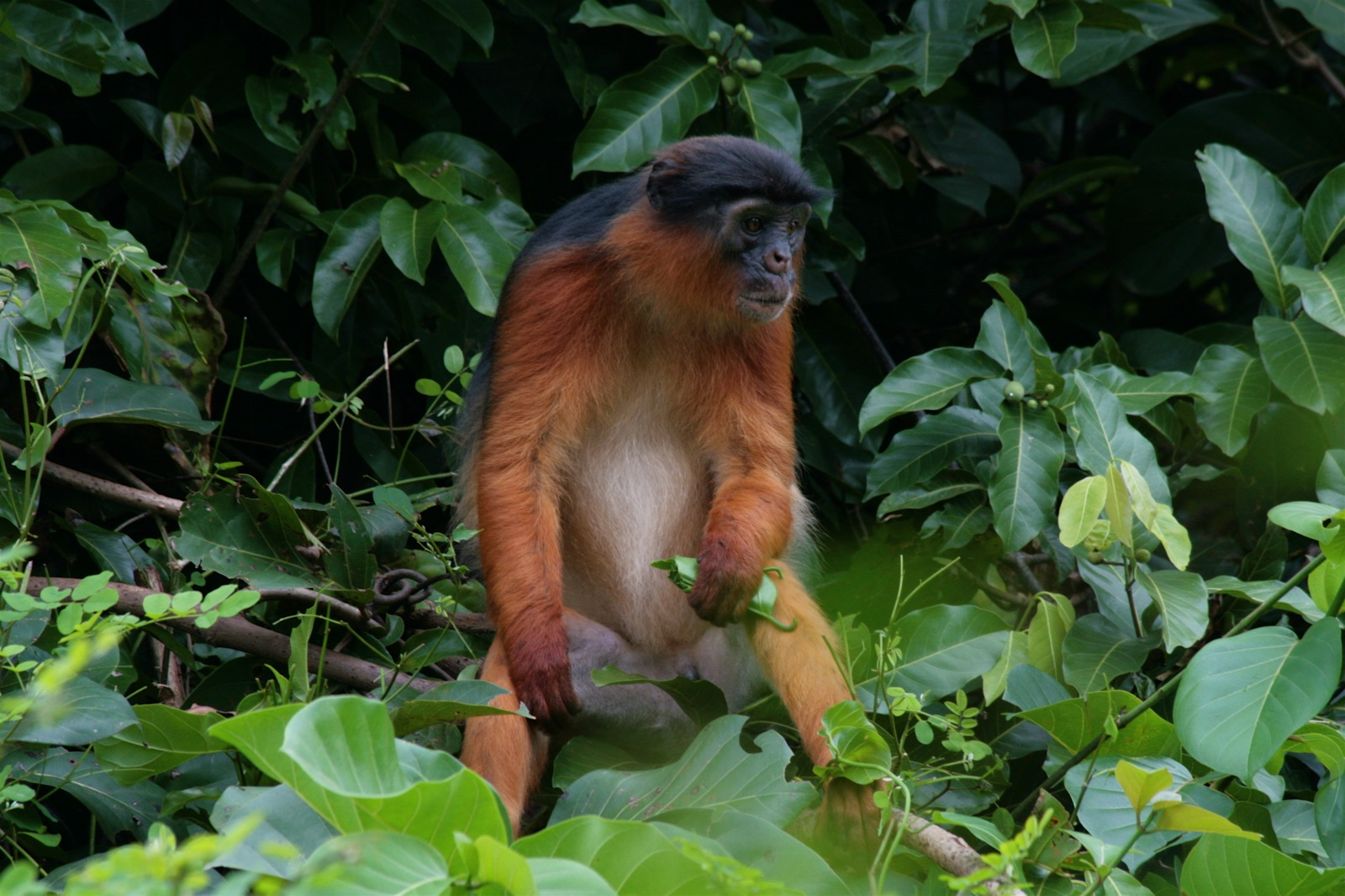
Temminck-Stummelaffe

Diese Tiere sind tagaktive Baumbewohner, die bei der Nahrungssuche wie geübte Akrobaten von Baum zu Baum springen. Sie bilden größere Gruppen von 20 bis 80 (durchschnittlich 50) Tieren, die aus mehreren Männchen und rund zwei- bis dreimal so vielen Weibchen bestehen. Innerhalb der Gruppe etablieren sie eine ausgeprägte Rangordnung, die sich in bevorzugtem Zugang zu Nahrung und Schlafplätzen sowie Vorrang bei der Paarung widerspiegelt. Sie sind weniger territorial, haben aber in Anbetracht der größeren Gruppen auch größere Reviere (bis über 100 Hektar) als die Schwarz-weißen Stummelaffen.
Die Nahrung dieser Tiere besteht vorwiegend aus jungen Blättern, Früchten, Samen, Trieben und anderen Pflanzenteilen.

## Fortpflanzung
Rote Stummelaffen dürften keine bestimmte Fortpflanzungssaison kennen, es kann das ganze Jahr über zur Paarung kommen. Die Tragzeit beträgt rund 4,5 bis 5,5 Monate, danach kommt meist ein Jungtier zur Welt. Im Gegensatz zu den Schwarz-weißen Stummelaffen ist nur die Mutter und nicht auch andere Weibchen für die Aufzucht der Jungen zuständig.
Nach einer Tragezeit von 4 bis 6 Monaten bringt die Mutter ein Junges zur Welt, das sie ganz allein aufzieht, bis es nach 9 bis 12 Monaten entwöhnt ist.

## Bedrohung
Aufgrund der fortschreitenden Zerstörung ihres Lebensraums und der Bejagung ihres Fleisches wegen zählen alle Arten der Roten Stummelaffen zu den bedrohten Tieren.

## Systematik

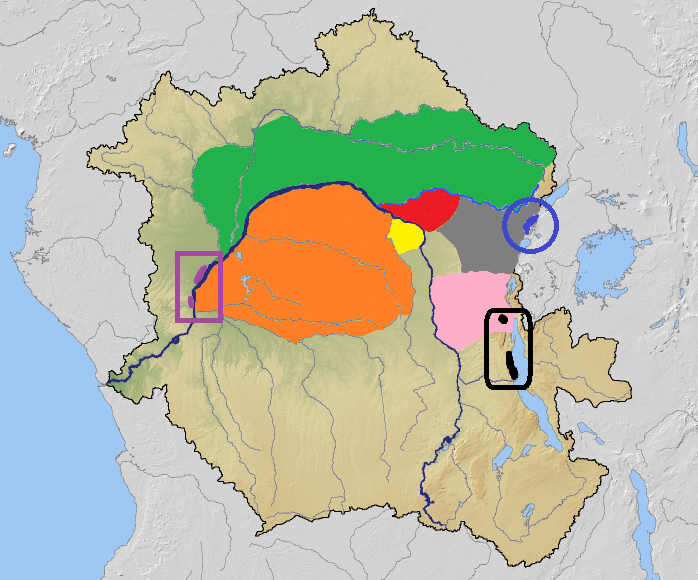
Verbreitungsgebiete der zentralafrikanischen Arten:
Oustalet-Stummelaffe
Thollon-Stummelaffe
Lualaba-Stummelaffe
Lomami-Stummelaffe
Ulindi-Stummelaffe
Semliki-Stummelaffe
Bouvier-Stummelaffe
Luvua-Stummelaffe
Hybridisierungsgebiet

Die Systematik innerhalb der Stummelaffen ist nicht restlos geklärt. Während die Roten Stummelaffen früher mit dem Grünen Stummelaffen in die Gattung Procolobus gerechnet wurden, werden sie heute meist als eigene Gattung Piliocolobus geführt. Auch die Anzahl der Arten ist unklar, da zahlreiche Unterarten zunehmend als eigenständige Spezies geführt werden. Mittermeier, Rylands & Wilson (2013) unterscheiden folgende 17 Arten:
- Der Westafrikanische Stummelaffe (Piliocolobus badius) lebt in Westafrika (von Sierra Leone bis in die westlicher Elfenbeinküste).
- Der Bouvier-Stummelaffe (Piliocolobus bouvieri) kommt nur in einem kleinen Gebiet am rechten Ufer des Kongos in der Republik Kongo vor.
- Der Nigerdelta-Stummelaffe (Piliocolobus epieni) kommt endemisch im westlichen Teil des Nigerdeltas vor.
- Der Luvua-Stummelaffe (P. foai) ist im Osten der Demokratischen Republik Kongo beheimatet.
- Der Udzungwa-Stummelaffe (P. gordonorum) bewohnt die Udzungwa-Berge und benachbarte Gebiete in Tansania.
- Der Sansibar-Stummelaffe (P. kirkii) ist auf der Inselgruppe Sansibar endemisch.
- Der Lualaba-Stummelaffe (P. langi) lebt in einem kleinen Gebiet im Nordosten der Demokratischen Republik Kongo.
- Der Oustalet-Stummelaffe (P. oustaleti) kommt im Norden der Demokratischen Republik Kongo zwischen Kongo und Ubangi vor.
- Der Lomami-Stummelaffe (P. parmentieri) lebt in einem kleinen Gebiet im Nordosten der Demokratischen Republik Kongo.
- Der Pennant-Stummelaffe (P. pennantii) ist auf der äquatorialguineischen Insel Bioko endemisch.
- Der Preuss-Stummelaffe (P. preussi) lebt in Kamerun nahe der Grenze zu Nigeria.
- Der Tana-Stummelaffe (P. rufomitratus), der nur ein kleines Gebiet entlang des Flusses Tana in Kenia bewohnt, gilt als vom Aussterben bedroht.
- Der Semliki-Stummelaffe (P. semlikiensis) lebt am rechten Ufer des Semliki in einem kleinen Gebiet im Nordosten der Demokratischen Republik Kongo.
- Der Temminck-Stummelaffe (P. temminckii) kommt im Senegal, in Gambia und in Guinea-Bissau vor.
- Der Uganda-Stummelaffe (P. tephrosceles) ist in Uganda und angrenzenden Ländern beheimatet.
- Der Thollon-Stummelaffe (P. tholloni) lebt im zentralen Teil der Demokratischen Republik Kongo.
- Miss Waldrons Roter Stummelaffe (P. waldronae) ist möglicherweise schon ausgestorben oder vom Aussterben bedroht und hat mit wenigen Exemplaren in der südöstlichen Ecke der Elfenbeinküste überlebt.

Die Primate Specialist Group der Internationalen Union zur Bewahrung der Natur erkennt darüber hinaus seit Januar 2020 eine weitere Art an, den Ulindi-Stummelaffen (Piliocolobus lulindicus). Im Ituri-Regenwald gibt es eine größere Region, in der die Population der Roten Stummelaffen aus Hybriden des Semliki-Stummelaffen mit dem Oustalet-Stummelaffen und dem Lualaba-Stummelaffen besteht.